# Moi d'abord (film)
Pour plus de détails, voir Fiche technique et Distribution.
Moi d'abord (Primero yo) est un film argentin réalisé par Fernando Ayala, sorti en 1964.

## Fiche technique
- Titre : Moi d'abord
- Titre original : Primero yo
- Réalisation : Fernando Ayala
- Scénario : Héctor Olivera et Luis Pico Estrada
- Musique : Oscar López Ruiz
- Photographie : Ricardo Younis
- Montage : Atilio Rinaldi
- Production : Fernando Ayala et Héctor Olivera
- Société de production : Aries Film
- Pays :  Argentine
- Genre : Drame
- Durée : 90 minutes
- Dates de sortie : 
  -  Argentine : 19 février 1964

## Distribution
- Alberto de Mendoza
- Ricardo Areco
- Susana Freyre
- Marilina Ross
- Héctor Gance
- Carlos Muñoz
- Mercedes Sombra
- Mirtha Dabner
- Cristina Berys
- Soledad Vertiz
- Juan Manuel Tenuta
- Horacio Casais
- Eugenia Ravinskaya
- Felipe Laforge
- Carlos Denis
- Ricardo Larson
- Raúl Ormello
- Eduardo Bergara Leumann
- Augusto Bonardo
- Horacio Casals
- Mario Lozano
- Duilio Marzio
- Esteban Nesich
- Marcelo Simonetti
- María Vaner

## Distinctions
Le film a été présenté en sélection officielle en compétition au Festival de Cannes 1964.